# 宏路街道
宏路街道是福建省福州市福清市所辖的一个街道，是福清市区（位于东面7千米处）出入福厦高速公路的交叉口，地处交通要道，镇区沿福厦公路伸展，多饭店、旅社和工厂。
宏路镇在海外有大量侨民，其中有不少回乡兴办工厂。西面3千米处有东张水库。

## 历史沿革
1949年，福清市设宏路乡，归音西溪前区。1956年，归茶亭区。1958年，归城头乡。1964年，归音西公社。1970年，音西公社迁址宏路，更名为宏路人民公社。1978年，宏路公社划分为音西公社和宏路公社。
1984年，宏路公社改宏路镇。
2005年，撤销宏路镇改设宏路街道和石竹街道，原宏路镇的福耀社区居委会和北前亭、棋山、真丰、跃进、龙塘、高山仑、洋梓、宏兴等8个村归石竹街道，观音埔、小南洋2个村归新设立的龙江街道。

## 行政区划
宏路街道下辖以下地区：
宏路社区、圳边村、周店村、南峰村、金印村、大埔村、新华村、东坪村、溪下村、宏路村、石门村和新仓村。